# Cruester

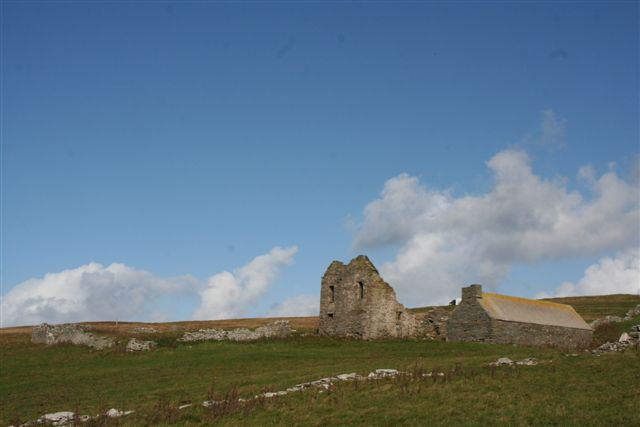
Ruine in Cruester

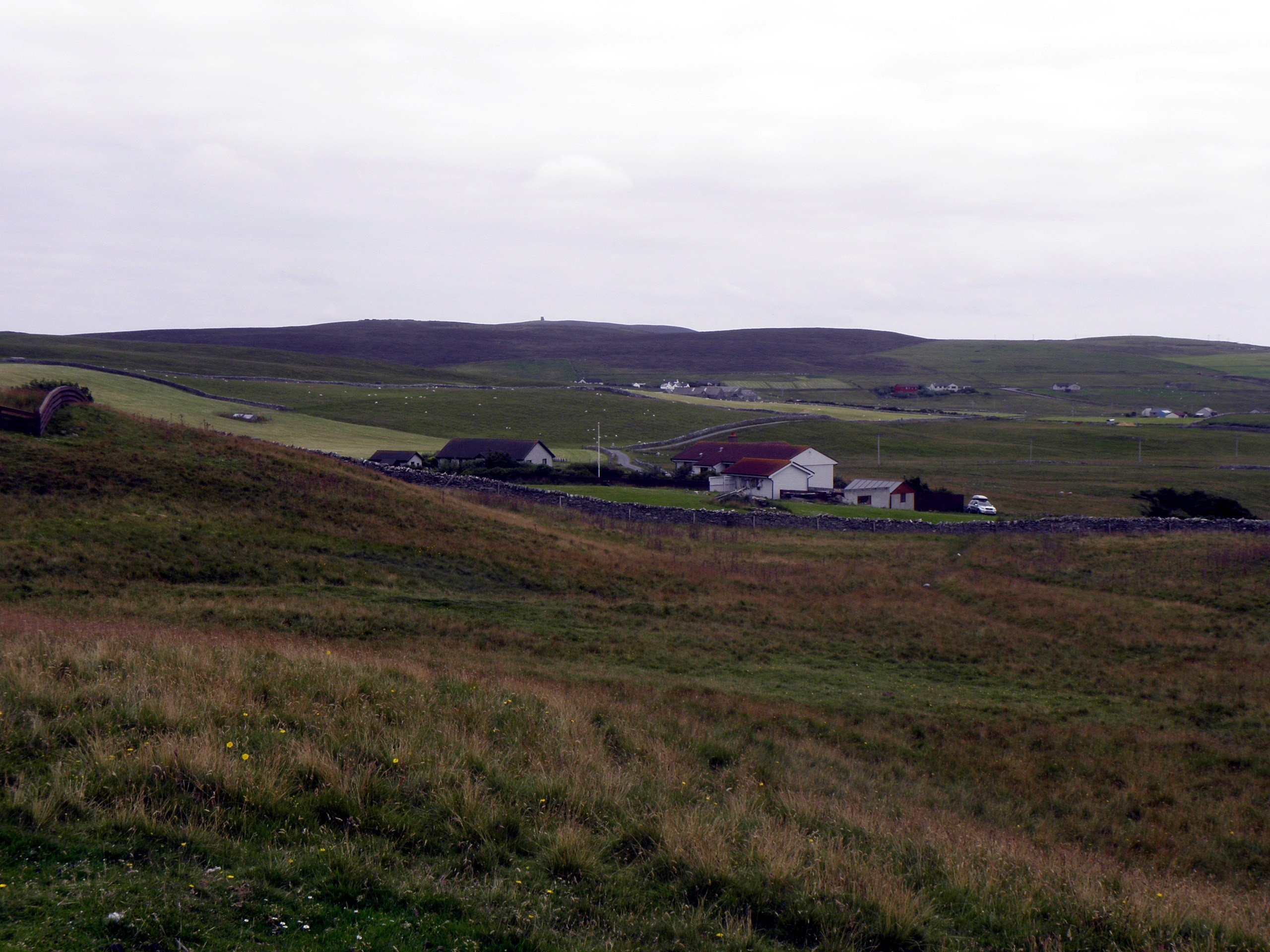
Häuser in Cruester

Cruester ist eine Ortschaft, die im Südosten der zu Schottland zählenden Shetlands liegt.

## Geographie
Cruester liegt an der westlichen Küste der Insel Bressay, etwas erhöht über der Wasserstraße Bressay Sound, die zwischen Bressay und Mainland verläuft. In ihr liegt der Holm of Cruester, der aus einem einzelnen Felsen besteht. Überragt wird der Ort vom etwa 50 Meter hohen Hill of Cruester im Norden. Ortschaften in der Nähe sind Maryfield, etwa einen Kilometer entfernt im Südosten sowie Heogan, genauso weit im Nordwesten.

## Historisches
Im Rahmen der historischen Gliederung Schottlands in Civil Parishes zählt Cruester zu Bressay. Im Ort hatte es einen kleinen Hafen zur Anlandung von Fischerbooten gegeben. Von den zugehörigen Wartungs- und Lagergebäuden sind nur noch Ruinen vorhanden. Der Burnt Mound von Cruester, ein von Küstenerosion bedrohter Burnt Mound, ist saniert und wieder aufgebaut worden.